# Macroglossum calescens
Macroglossum calescens är en fjärilsart som beskrevs av Butler 1882. Macroglossum calescens ingår i släktet Macroglossum och familjen svärmare. Inga underarter finns listade i Catalogue of Life.